# ネヴィル・ラボック

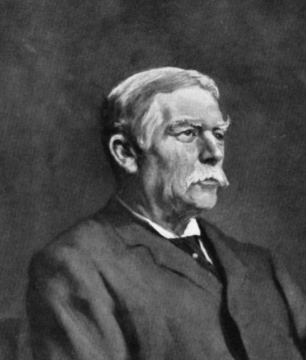
ネヴィル・ラボックの肖像画（フーベルト・フォン・ヘルコマー画、1903年）

サー・ネヴィル・ラボック（英: Nevile Lubbock、1839年3月31日 - 1914年9月12日）は、西インド委員会の会長およびイングランド出身のアマチュアのクリケット選手である。
1839年3月31日、第3代準男爵サー・ジョン・ラボックとその妻ハリエット夫人の三男として、イングランドのシティ・オブ・ウェストミンスター ピムリコ地区で生まれた。9歳からイートン・カレッジに通っていたが、シティ・オブ・ロンドンでの父親の事業に参加すべく15歳の時に退学した。1862年、西インドの貿易商だったキャバン・ブラザーズ商会に入社し、生涯に渡り西インドとの繋がりを持つことになる。トリニダード島にサトウキビ栽培を導入した彼は、1887年にイギリス政府から第1回大英帝国首脳会議に出席するように要請された。1889年に勲爵士に叙せられた彼は西インド委員会の会長に就任し、1909年から1914年までの任期を全うした。また王立保険取引公社所長や取締役も務めた。
イートン・カレッジを若くして退学したためにクリケットチームに参加できなかったラボックは1858年から1860年までファーストクラス・クリケットで6試合に出場した。1858年6月にファーストクラスでのデビューを果たした彼はローズ・クリケット・グラウンドで行われたアマチュア・ジェントルマン・オブ・ケント対ヒストリー・オブ・イングリッシュの試合に出場した。アマチュア・ジェントルマン・オブ・ケントの選手として4度出場しただけでなく、1860年にはケント州クリケットクラブの選手としても2度出場を果たしている。イートン・ランバースやジェントルマン・オブ・ウェスト・ケント所属の選手として非ファーストクラスの試合にも出場しており、「巧みで信頼できる打者」であるとワイズデン・クリケッター年鑑で説明されている。大半の兄弟達もジェントルマン・オブ・ウェスト・ケントの選手としてクリケットの試合に出場し、エドガーとアルフレッドの2人もケント所属の選手として試合に出場している。長兄のジョンは1900年に初代エイヴベリー男爵に叙せられた。
ラボックは2度の結婚をしており、1度目の相手はシャルロット・ウッドであり、7人の息子と3人の娘をもうけた。1878年にシャルロットが没した後、1880年にコンスタンス・ハーシェルと再婚し、1人の息子と6人の娘をもうけた。1914年9月12日、ケント州ブロムリーコモンのオークレイ地区にある自宅で突然死した。享年75。